# Kenpachi Zaraki
Kenpachi Zaraki (jap. 更木剣八 Zaraki Kenpachi) – postać występująca w mandze i anime Bleach. Jest on dowódcą 11 Dywizji w Gotei 13. Jego zastępcą jest Yachiru Kusajishi.

## Informacje ogólne
Błąkał się przez lata nie posiadając imienia. Pewnego dnia, gdy przebywał w 79 dzielnicy Rukongai, został zaatakowany przez grupę bandytów. Na ich nieszczęście był doskonałym wojownikiem i bez problemu rozprawił się z nimi przy pomocy swojego miecza. Tu też spotkał małą bezimienną dziewczynkę, której nadał imię Yachiru, sam zaś przyjął nazwisko Zaraki (od okręgu Rukongai, z którego pochodzi) i postanowił zostać Shinigami.
Gdy trafił do Seireitei szybko został dowódcą 11 dywizji zabijając swojego poprzednika w walce obserwowanej przez 200 jego podopiecznych. Tego dnia przyjął też imię Kenpachi (tytuł ten otrzymywał tylko najsilniejszy w danym pokoleniu wojownik). Jest jedynym Shinigami, który nie używa Kidō i nie znając imienia swojego Zanpakutō został dowódcą. Uważa, że w walce można polegać tylko na własnej sile.
Chociaż jest bezlitosny, gwałtowny i czasami przerażający, jest doskonałym dowódcą gotowym na wszystko, by obronić swojego podopiecznego będącego w potrzebie. Silna więź łącząca go z Yachiru powoduje, że są nierozłączni. Przez nią często błąka się bez celu, ponieważ podaje mu ona błędne kierunki drogi. Jedyną rzeczą sprawiającą mu radość jest walka z kimś silniejszym bądź równym jemu. Pojedynek z Ichigo sprawił mu taką przyjemność, że od tej pory są przyjaciółmi, co dla Ichigo oznacza, że Zaraki będzie podejmował kolejne próby walki z nim.
Brak możliwości wejścia w formy Shikai i Bankai aż do momentu poznania imienia swojej katany pod koniec historii nadrabia swoją nieugiętą postawą, odpornością na obrażenia, ogromną siłą i mistrzowskimi zdolnościami szermierczymi.

## Zanpakutō
Nozarashi (野晒, Ogorzały): Zaraki początkowo nie znał imienia swojego Zanpakutō i jest jedynym kapitanem w Gotei 13, który nie może uwolnić Bankai. Wydaje się, że po walce z Ichigo, Kenpachi pragnie dowiedzieć się więcej o swoim mieczu, bo chce stać się silniejszy. Nie jest zdolny do komunikowania się z kataną, ale nieustannie do tego dąży. Zangetsu stwierdza, że dysonans Zarakiego (z Zanpakutō) powoduje uszkodzenie dwóch kompetencji, i że nie może usłyszeć głosu, tylko krzyk. Gdy objawia się w Hueco Mundo, jego miecz wydaje się potężniejszy po porażce z Ichigo. W czasie walki z Nnoitrą, przez cały czas odnosi się do swojego miecza "on". Możemy po tym stwierdzić, że jego miecz ma płeć mężczyzny. Później, po pokonaniu Retsu Unohany w bitwie, rozbudza swoje prawdziwe moce, dzięki czemu jest w stanie usłyszeć wołanie swojego Zanpakutō.